# リュシアン・ファーヴル
- ルシアン・ファブレ

リュシアン・ファーヴル（Lucien Favre、1957年11月2日 - ）は、スイス・サン・パルテルミー出身の元サッカー選手、現サッカー指導者。現役時代のポジションはミッドフィールダー。
ルシアン・ファブレと表記されることもある。

## 経歴

### 選手経歴
選手時代はヌーシャテル・ザマックスやセルヴェットFCでプレー。エレガントなテクニックと知性的なゲームメイカーとしてのプレースタイルはミシェル・プラティニと比較された。1985年9月13日セルヴェットFC対ヴェヴェイ・スポルト戦でピエール＝アルベール・シャピュイサ（ステファヌ・シャピュイサの父）のファウルにより左膝の半月板、前後十字靭帯を含む複数靭帯断裂の重傷を負った。この行為は審判によってファウルと認められなかったが、その後の民事裁判の末シャピュイサには傷害罪により5000フランケンの罰金刑が言い渡されている。怪我からのカムバック後は、1987年からインテルナツィオナーレ・ミラノから加入したカール・ハインツ・ルンメニゲと共にセルヴェットFCでプレーしている。現役引退は1991年。

### 指導経歴
1993年、ジュニアチームを指導していたFCエシャレンの監督就任の前にヨハン・クライフが監督を務めるFCバルセロナで15日間の研修をおこなう。オフ・ザ・ボールにおける動き、ショートパスを重要視する指導スタイル、ティキ・タカへの傾倒はこのときの経験に由来している。
イヴァドン・スポルトFC、セルヴェットFCを経て2003年FCチューリッヒの監督に就任。2005年にチームをスイス・カップ優勝へ導く。続く2006年、スーパーリーグ優勝、更に翌年にはリーグ連覇を達成し、2年連続で年間最優秀監督へと選出される。

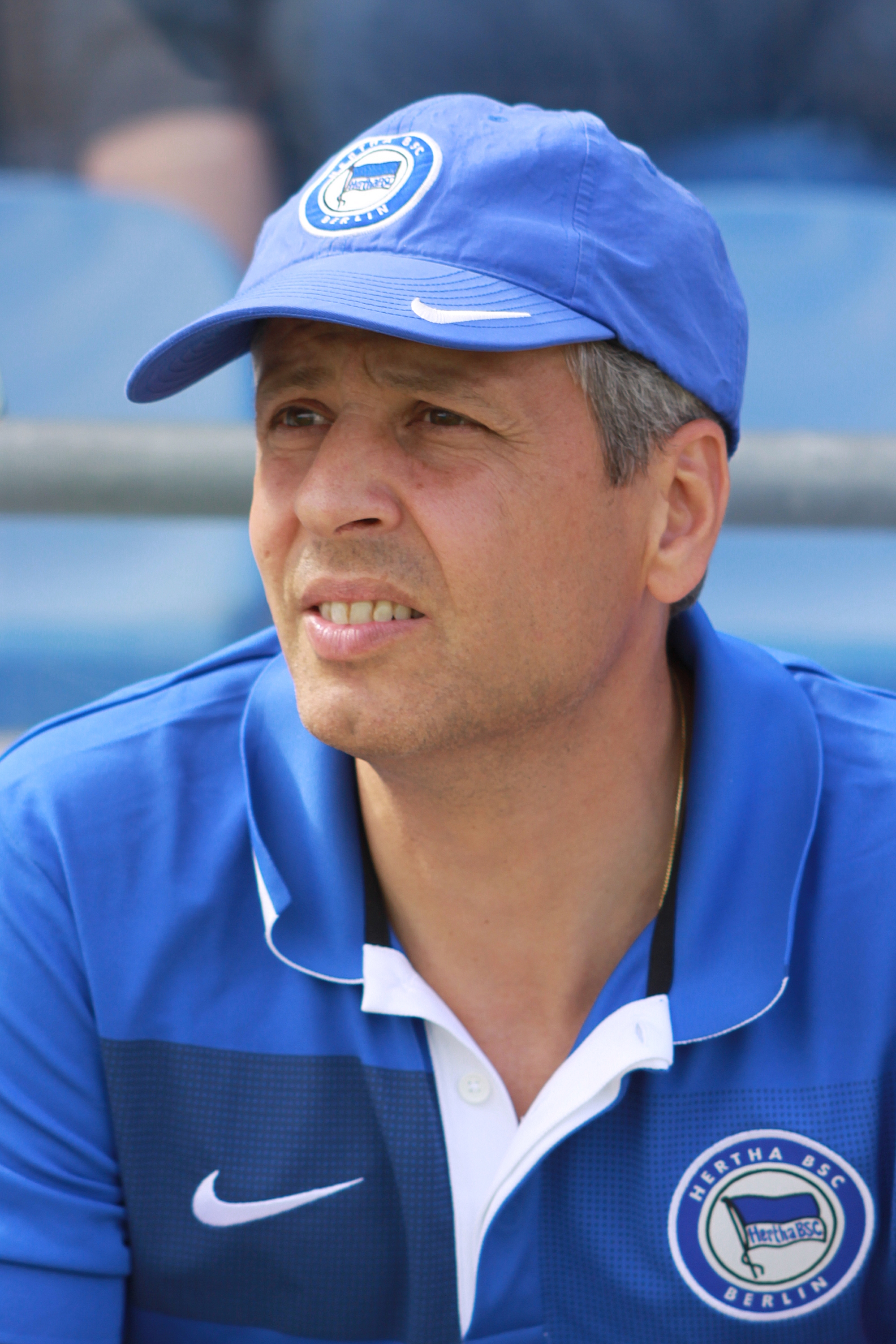
ヘルタ・ベルリン監督時代（2009年）

2007年から3年契約のオファーを受けヘルタ・ベルリンで監督業に従事。2008-09シーズンにはブンデスリーガを4位で終えUEFAヨーロッパリーグ出場権を獲得した。翌2009-10シーズンはクラブの経営難から選手の引き止め、および補強が思うように行かず，開幕直後から6連敗で最下位まで転落。2009年9月28日、7節目の試合直後に監督を解任された。

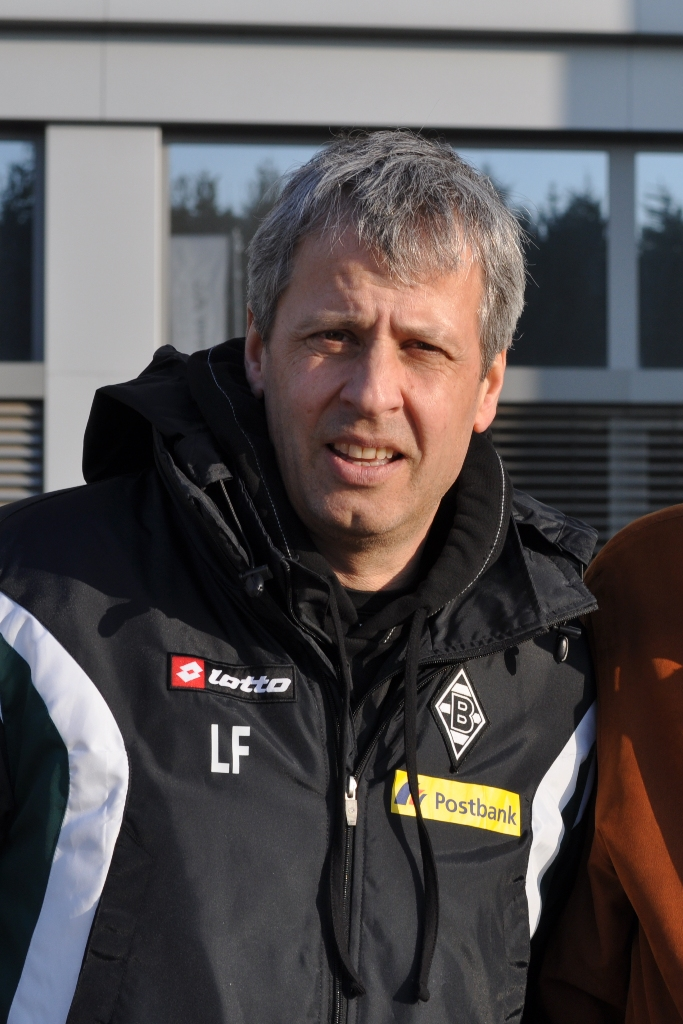
ボルシアMG監督時代（2011年）

2011年2月14日、ミヒャエル・フロンツェック監督解任の翌日からボルシア・メンヒェングラートバッハで監督として指導に当たる。22節終了時点で勝ち点16、ブンデスリーガ最下位のチームを引き継いだが残された12試合で勝ち点20を獲得、入れ替え戦出場権を手に入れるとホーム・アンド・アウェーでVfLボーフムに勝利、1部残留を実現させた。
2011-12シーズン開幕戦、バイエルン・ミュンヘン相手のアウェー戦で勝利を収めると第3節には首位を獲得、その後もシーズンを通して上位に食い込んだ。またDFBポカール準決勝にも駒を進めたが、バイエルン・ミュンヘン相手に延長、PK戦の末破れている。前シーズンのメンバーをほとんど入れ替えることなくリーグ戦4位でシーズンを終え、UEFAヨーロッパリーグ出場権をかけたプレーオフへの切符を手に入れた。オリンピック・マルセイユなどのオファーを断り2012年6月にはボルシア・メンヒェングラートバッハとの契約を2015年まで更新し、2014-15シーズンはリーグ3位で終え、チームをUEFAチャンピオンズリーグ出場に導いたが、翌2015-16シーズンは開幕から不振に苦しみ、2015年9月20日に退任した。
2016年5月24日、OGCニースの監督に就任した。
2018年5月22日、ボルシア・ドルトムントの監督に就任した。契約期間は2020年6月まで。しかし、覇権奪回を期待されながら、2年連続2位で終了。そして2020年12月12日のVfBシュトゥットガルト戦では1-5の大敗を喫し、翌日解任された。

## 監督成績
2023年1月7日現在
| クラブ                 | 国           | 就任          | 退任           | 記録 | 記録 | 記録 | 記録 | 記録   |
| クラブ                 | 国           | 就任          | 退任           | 試   | 勝   | 分   | 敗   | 勝率   |
| ---------------------- | ------------ | ------------- | -------------- | ---- | ---- | ---- | ---- | ------ |
| セルヴェット           | スイスの旗   | 2000年7月1日  | 2002年6月30日  | 83   | 34   | 26   | 23   | 040.96 |
| チューリッヒ           | スイスの旗   | 2003年7月1日  | 2007年6月1日   | 169  | 94   | 33   | 42   | 055.62 |
| ヘルタ・ベルリン       | ドイツの旗   | 2007年6月1日  | 2009年9月28日  | 94   | 40   | 20   | 34   | 042.55 |
| ボルシアMG             | ドイツの旗   | 2011年2月14日 | 2015年9月20日  | 189  | 88   | 49   | 52   | 046.56 |
| ニース                 | フランスの旗 | 2016年5月24日 | 2018年5月20日  | 99   | 42   | 24   | 33   | 042.42 |
| ボルシア・ドルトムント | ドイツの旗   | 2018年5月22日 | 2020年12月13日 | 110  | 68   | 18   | 24   | 061.82 |
| ニース                 | フランスの旗 | 2022年6月27日 | 2023年1月9日   | 26   | 8    | 9    | 9    | 030.77 |
| 合計                   | 合計         | 合計          | 合計           | 770  | 374  | 179  | 217  | 048.57 |

## 獲得タイトル

### 選手時代
セルヴェットFC
- ナツィォナール・リーガA：1回（1984-85）

個人
- スイス年間最優秀選手：1回（1982-83）

### 指導者時代
セルヴェットFC
- スイス・カップ：1回（2001）

FCチューリッヒ
- スイス・スーパーリーグ：2回（2006、2007）
- スイス・カップ：1回（2005）

ボルシア・ドルトムント
- DFLスーパーカップ：1回（2019）

個人
- スイス・スーパーリーグ最優秀監督：2回（2006、2007）
- Sport1年間最優秀監督：1回（2011）
- 契約サッカー選手連盟シーズン最優秀監督：1回（2011-12）
- キッカー誌選手選出前半戦最優秀監督：1回（2013-14）
- キッカー誌選手選出シーズン最優秀監督：1回（2014-15）